# Port lotniczy Dorra
Port lotniczy Dorra (ang. Dorra Airport) – lotnisko w Dżibuti. Znajduje się w miejscowości Dorra.